# Lotus Cars

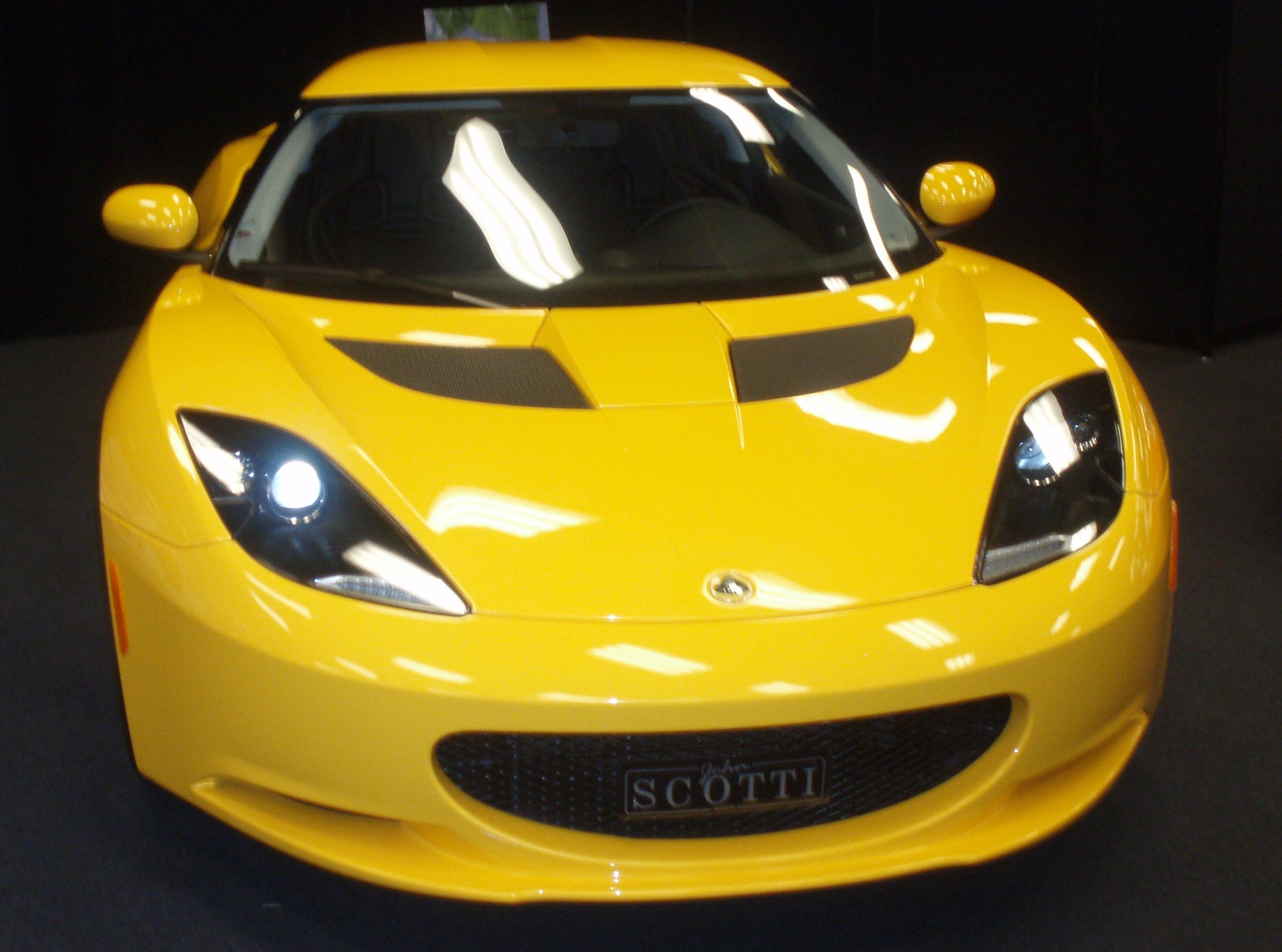
Lotus Evora

Lotus Cars Limited — британский производитель спортивных и гоночных автомобилей, базирующийся в Хетеле, Норфолк, Англия, Великобритания. Компания основана в 1952 году Энтони Колином Брюсом Чепменом как Lotus Engineering Ltd. Первоначально производство располагалось в здании бывшей конюшни в Хорнси. С 1966 года производство автомобилей было перемещено в современный завод недалеко от Хетел. Рядом с заводом располагался старый военный аэродром, который был переоборудован под испытательный трек.
В 1982 году, в возрасте 54 лет, от сердечного приступа умер Колин Чепмен. Его успешные гоночные автомобили завоевали семь титулов в гонках серии Формула-1.
В 1986 году компания была куплена General Motors, которая продала её холдингу A.C.B.N. Holdings S.A. 27 августа 1993 года за 30 миллионов долларов США. В 1996 году контрольный пакет акций выкупил малайзийский концерн Perusahaan Otomobil Nasional Bhd (Proton), владеющий малайзийской автомобильной компанией Proton.
В октябре 2017 года 51% акций компании Lotus Cars приобрёл китайский концерн Zhejiang Geely Holding Group.
С конца 1960-х годов названия новых моделей компании начинаются на букву «E».

## История[3]

### 1950-е
Построив в своём гараже несколько доработанных Austin Seven и продав их, Чепмен решил серьёзно заняться бизнесом и в 1952 г. основал фирму Lotus Engineering, которая расположилась в пригороде Лондона, а в 1955 г. — Lotus Cars, не являвщуюся частью первой. Первыми автомобилями оригинальной разработки под маркой Lotus стали лёгкие двухместные родстеры моделей Mark 6 и Mark 7, которые приобретались для участия в соревнованиях. Модель 7 имела устойчивый спрос и присутствовала в гамме вплоть до 1973 г., пока Чепмен не продал права на её производство фирме Caterham.
Для финансирования своей гоночной программы фирме требовался более крупный доход от продаж, и с этой целью на рынок в 1958 г. была выведена её первая дорожная машина — купе Elite с кузовом из стеклопластика. Первоначально в него должны были устанавливать оригинальный двигатель, но в силу сырости конструкции предпочтение отдали агрегату Coventry Climax. Автомобиль заслужил репутацию быстрого и манёвренного, с одной стороны, и очень ненадёжного — с другой. Среди существенных недостатков был также повышенный уровень шумов и вибраций. Как и родстер 7, Elite можно было купить по более выгодной цене в виде кит-кара, из-за этого он был убыточен.
В 1959 г. в одну компанию Group Lotus объединяются отделения, занятые дорожными и спортивными машинами. Team Lotus, которая участвует в Формуле-1, остаётся независимой вплоть до расформирования в 1995 г. Объединённая компания переезжает в новое здание.

### 1960-е
Тем временем стало ясно, что Lotus Elite является бесперспективной моделью, и ему требуется замена. Его выпуск был прекращён в 1963 г., было продано около тысячи машин. Очень удачной оказалась модель Elan, которую собирали с 1962 по 1973 г. Автомобиль предлагался в закрытом и открытом исполнении и постоянно модернизировался. Для этого проекта удалось подготовить надёжный двигатель собственной конструкции, в основе которого лежал агрегат от Ford Cortina, и он стал основным мотором дорожных Лотусов на несколько лет. 

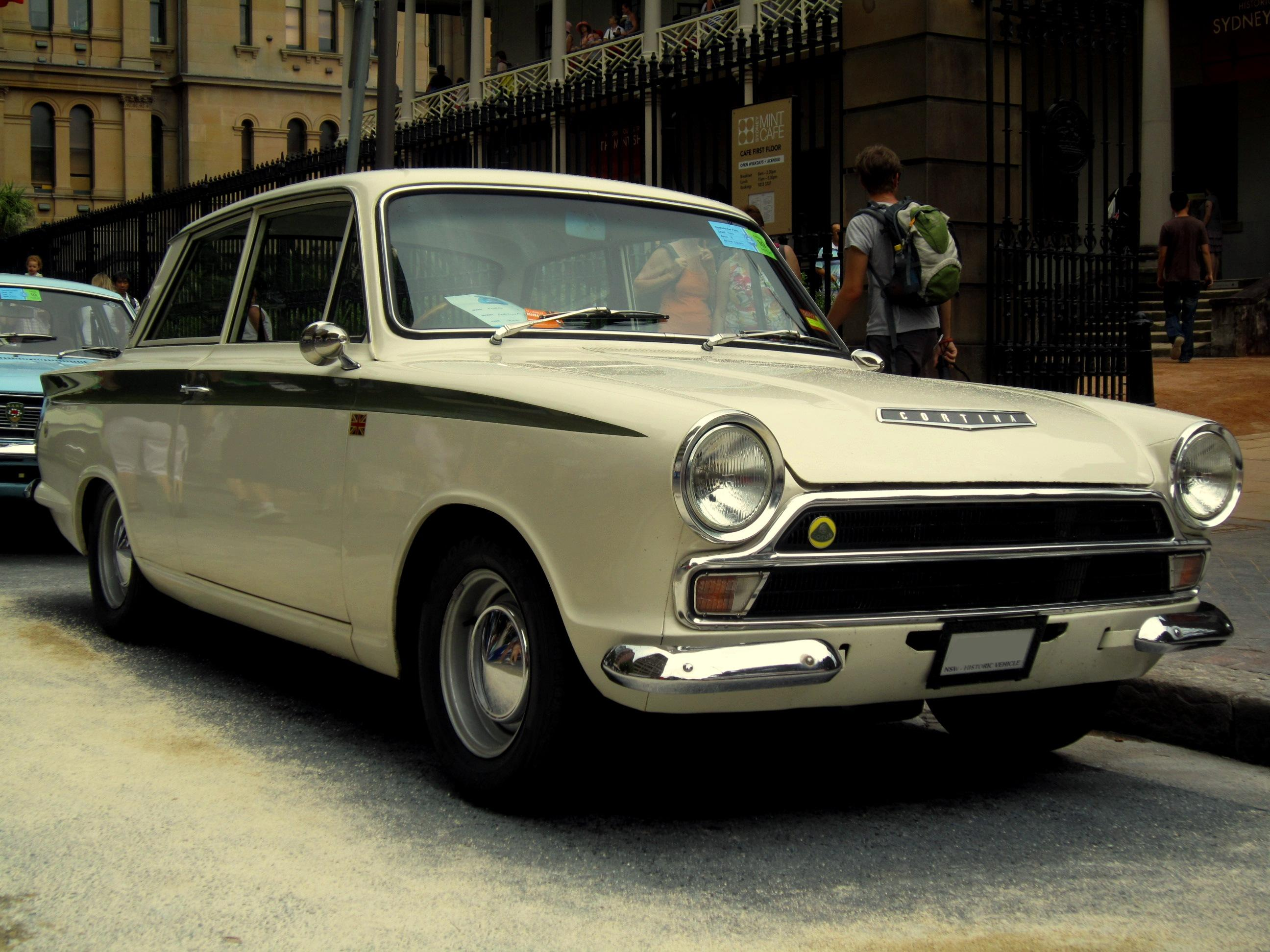
1962 Lotus Cortina — один из нескольких проектов, выполненных Lotus Engineering по заказу Ford

 В начале 1960-х Чепмен установил плотные деловые связи с компанией Ford, и сотрудничество оказалось взаимовыгодным. Lotus доработал модели Cortina и Escort Twin-Cam, и через некоторое время Чепмен получил в распоряжение своей гоночной команды мотор Cosworth DFV, который был профинансирован Ford и в сезоне-1967 ставился исключительно на Лотусы.
Рост производства заставил отказаться от небольшого здания в пригороде Лондона, также команде требовалась собственная гоночная трасса. Колин ищет новую площадку и в 1966 г. в сельской глубинке графства Норфолк, недалеко от городка Хетел, покупает большой земельный участок с заброшеным военным аэродромом (таких в Великобритании насчитывалось несколько сотен, многие были переделаны под гоночные трассы). Вскоре после переезда фирма представляет новую модель — Elan Plus 2. Lotus впервые отходит от своей идеологии производителя лёгких двухдверок и пытается расширить круг покупателей. Модель Plus 2 отличалась от стандартной изменённой внешностью и номинально 4-местным салоном, но уступала ей и в динамике (лишний вес), и в популярности. Также фирма отказывается от выпуска кит-каров. Одновременно с этим Elan появился ещё один спорткар под названием Europa. Проект первоначально задумывался ещё в начале 1960-х как гоночный автомобиль, но таковым не стал. Особенностью стала среднемоторная компоновка и 16-клапанный двигатель Renault. Как и все другие Lotus, Europa часто участвовала в состязаниях и страдала от невысокой надёжности.
К концу 1960-х Lotus стоила 10 миллионов фунтов стерлингов, будучи уже преобразованной в акционерное общество.

### 1970-е
Единым мотором для всего модельного ряда по-прежнему оставался агрегат от Elan 1962 г., который в самой мощной модификации Big Valve развивал 126 л. с. В 1974 г. его заменяет 16-клапанный мотор Lotus Type 907 с 2 распредвалами, который ставится на Elite, Eclat и Esprit. В середине 70-х появляются новые 4-местные модели — это Elite и Eclat, представляющие собой 3-дверные хетчбэки с традиционно стеклопластиковым кузовом. Своеобразная внешность и завышенная цена (Eclat стоил как Mercedes 450SL) отталкивали покупателей, спрос не оправдывал ожиданий — обе машины сняли с производства в 1982 г., суммарный выпуск не превысил 3,5 тысяч экземпляров.
Планировался выпуск нового основного спорткара вместо Europa, дизайн которого выполняет Джорджетто Джуджаро. Модель получает название Esprit и впервые демонстрируется как концепт-кар в 1972 г, производство начинается через 4 года. Выпуск Europa прекращён в 1975 г., собрано почти 10 тысяч машин. Lotus Engineering получает в 1978 г. очередной заказ — разработка шасси для спорткара De Lorean DMC-12.

### 1980-е

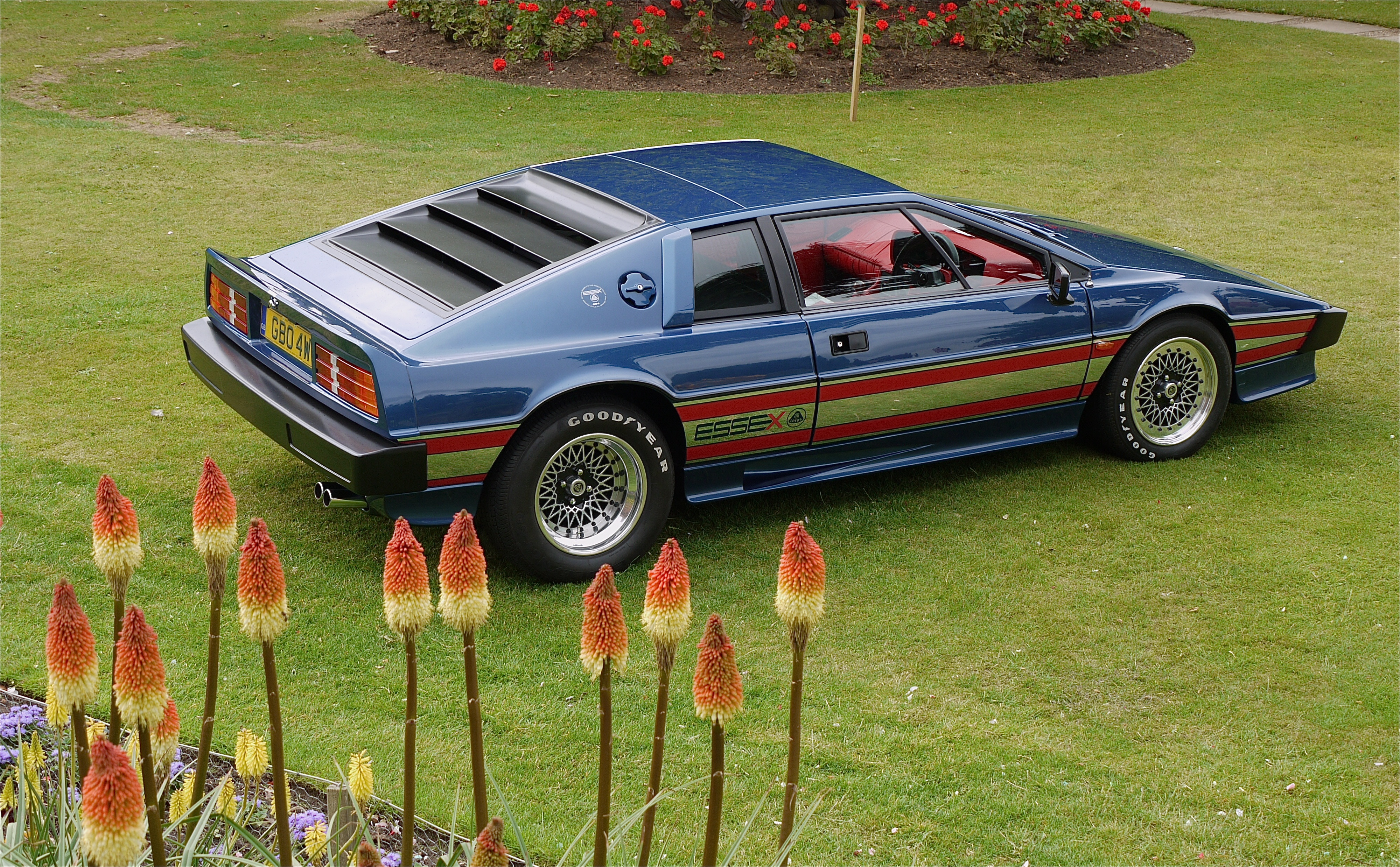
Lotus Esprit Essex Turbo

У формульной команды появляется новый спонсор Essex Petroleum, в честь которого создаётся эксклюзивная серия Esprit Essex Turbo. Вскоре начинается серийный выпуск турбоверсии, и соответственно, первого мотора Lotus с турбонаддувом Type 910, который будет использоваться до 1996 г. включительно. Атмосферные Elite, Eclat и Esprit получают улучшенный мотор Type 912.
1982 год принёс несколько важных событий. Умирает Колин Чепмен, Essex Petroleum прекращает поддержку, начинается полоса кризиса. Для его преодоления вкладываются средства в улучшение дистрибуции на рынке США, создаётся отдельная компания Lotus Performance Cars Inc., заметно оживляется спрос. В середине 80-х Lotus Engineering получает контракт от Chrysler на разработку двигателей. Это подразделение приносит марке устойчивый доход в течение всего десятилетия. Статьи в прессе, связанные со скандалом о причастности Чепмена к проекту De Lorean, продолжают появляться ещё несколько лет.
Ещё до своей смерти Чепмен решает, что его компании требуется поддержка серьёзного автопроизводителя. Устанавливаются связи с Toyota, которая вскоре приобретает часть акций Lotus. Англичане принимают участие в доводке MR-2 и Supra, многие компоненты (КПП, колёса, и т. д.) которой устанавливаются в новый Lotus Excel.
General Motors покупает в 1986 г. Lotus Group и практически одновременно выдаёт задание на разработку мотора LT5 для Corvette и глубокий тюнинг Opel Omega, вылившийся в модель Lotus Omega. Работы будут выполнены только к началу 1990-х. Esprit проходит первую серьёзную модернизацию в 1987 г. Через 2 года компания представляет новую модель — переднеприводной родстер Elan, ставший на тот момент самым дорогим в разработке Lotus (55 миллионов долларов). Его появление ожидалось ещё с начала 1980-х, но из-за нехватки средств дальше прототипов дело не пошло.

### Смерть Колина Чепмена
Чепмен умер от сердечного приступа в декабре 1982 года, как раз в то время, когда в английской прессе обсуждалась афера американского предпринимателя Джона Делореана. Делореан в 1978 году предложил фирме Чепмена заняться разработкой шасси для автомобиля De Lorean DMC-12. Под этот проект правительство Великобритании выделило из своего бюджета сумму, эквивалентную 40 миллионам фунтов стерлингов на сегодняшний день. Однако в 1982 году выяснилось, что эти деньги исчезли, и к исчезновению был причастен не только американский бизнесмен, но и сам Колин Чепмен.
Несмотря на то, что при жизни Чепмену не было предъявлено никаких обвинений, дальнейшее расследование (в первую очередь показания бухгалтера Lotus Cars) установило его действительную причастность к пропаже денег налогоплательщиков. Судья, рассматривавший это дело, заметил, что Колину Чепмену грозило минимум 10 лет тюремного заключения.

### 1990-е
Трудное время для компании — из-за кризиса падает спрос, уменьшается число дистрибьюторов, с производства снимается неудачный Excel, а продажи Elan оказываются гораздо меньше запланированного.

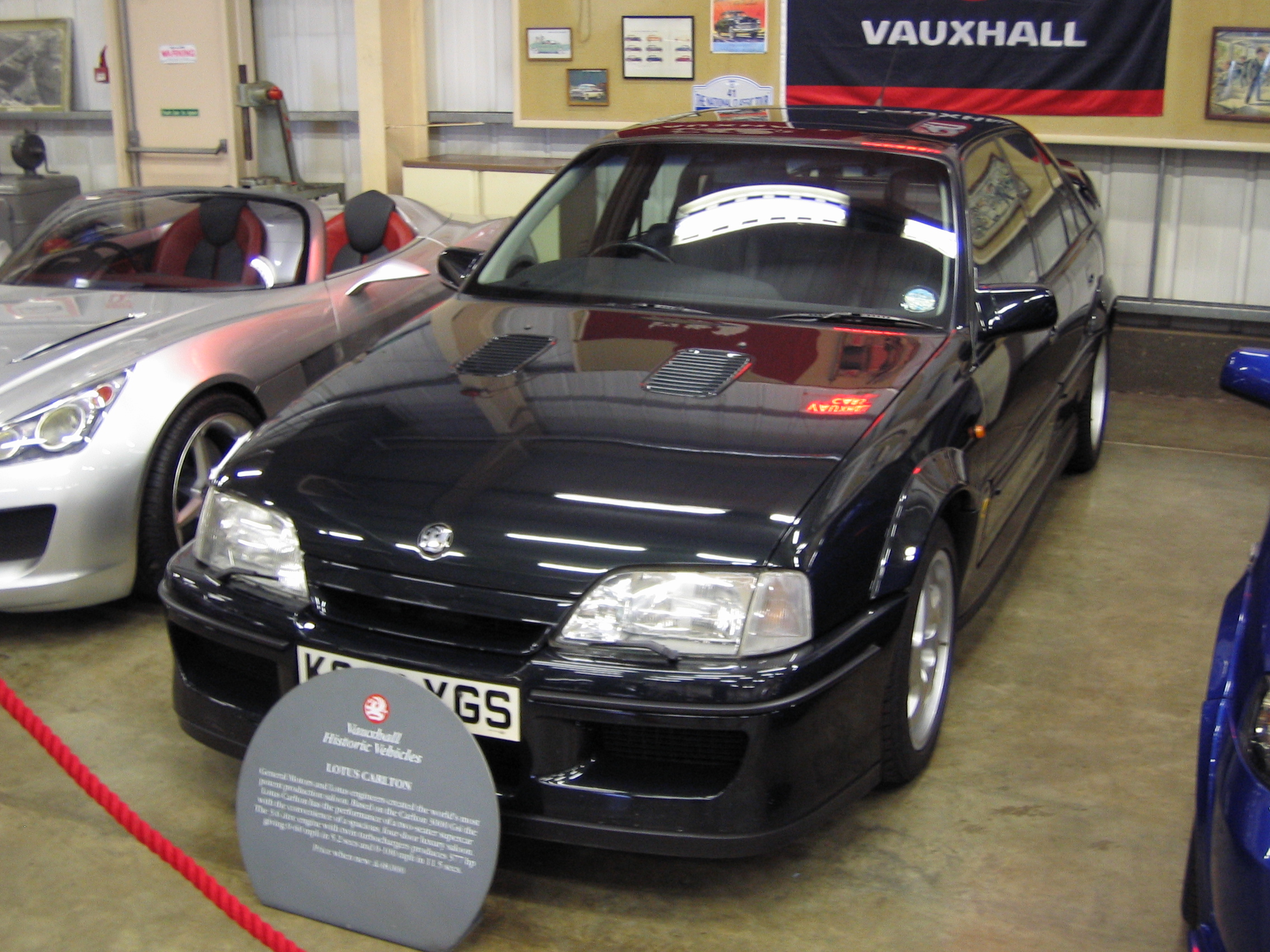
Vauxhall Lotus Omega

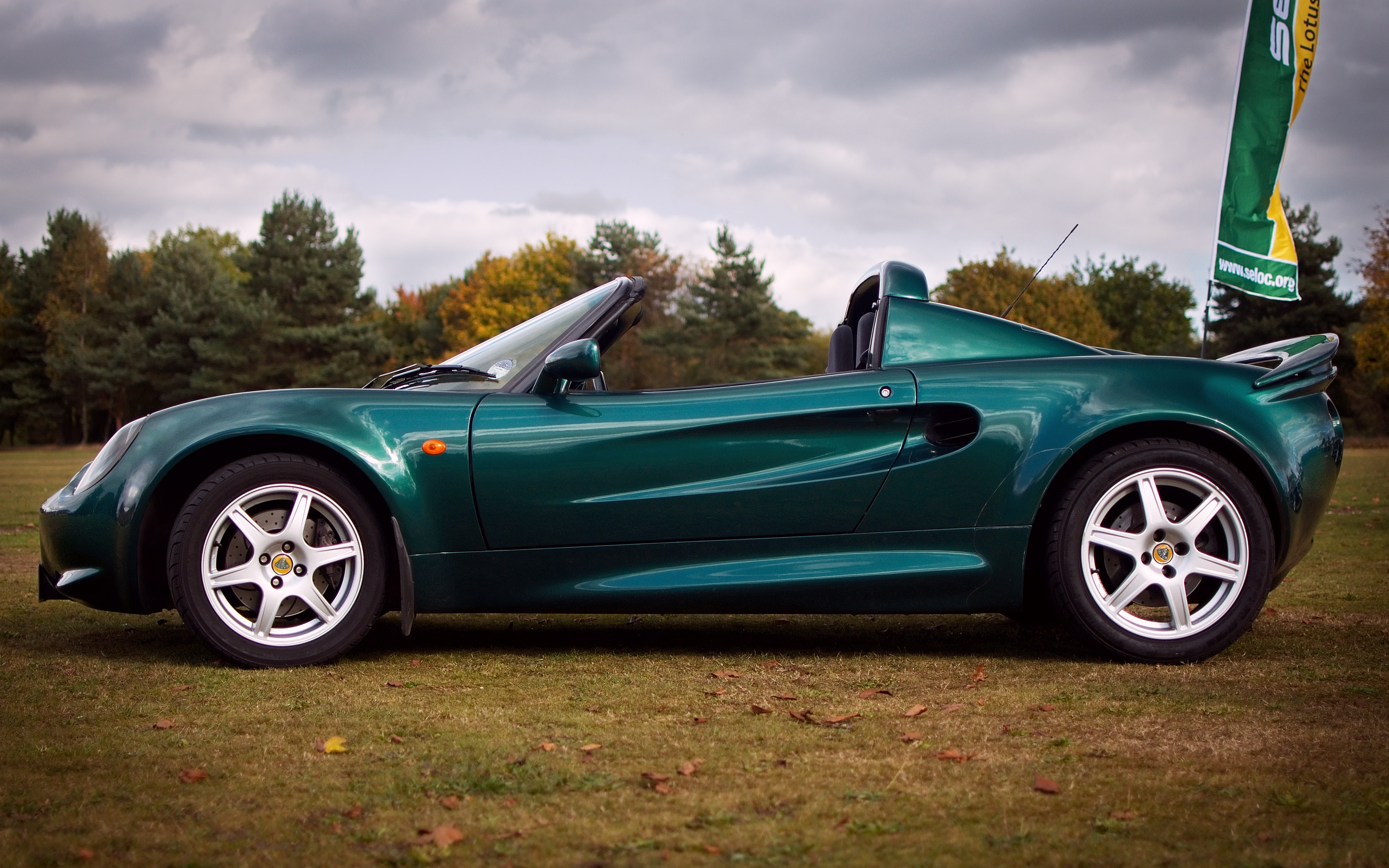
Первый Elise помог поправить дела компании в середине 1990-х

Закончен мотор LT5, начинаются продажи Opel Lotus Omega (в Великобритании это Vauxhall Carlton). Инженеры при доработке этого автомобиля столкнулись со множеством проблем, связанных в первую очередь с работой КПП и охлаждением двигателя. В конце концов удалось победить все недостатки, и даже достигнуть примерно такой же мощности R6 3.6, как и у LT5 V8. Машина была быстрее своего одноклассника BMW M5 во всех дисциплинах, но отличалась высокой ценой (почти 100 тысяч долларов) и низким спросом. Из гаммы Esprit исчезает атмосферная версия, выпускается 300-сильная модификация Sport 300. Очередной рестайлинг проводится в 1993 г., а ещё через 3 года автомобиль впервые получает V8 (Lotus Type 918).
Романо Артиоли с группой бизнесменов в 1993 году выкупает всю Group Lotus у GM и становится её председателем. Главным проектом Артиоли стала модель Elise, впервые за многие годы представлявшая собой классический Lotus — очень лёгкий, манёвренный и двухместный. Автомобиль получает хвалебные отзывы и завоёвывает много наград от автомобильных изданий. В год премьеры Elise (1996) снова меняется владелец — Артиоли продаёт контрольный пакет акций малайзийской фирме Proton, но ещё 2 года остаётся руководителем одного из отделов.

### 2000-е
Lotus Engineering закрепляется в США, чтобы выполнять заказы автопроизводителей для местного рынка. Аналогичное представительство открывается в Малайзии, для доводки автомобилей Proton. В 2000-м в Хетеле начинается сборка Opel Speedster, созданного на основе Elise. Это первый заказ для General Motors с начала 1990-х. В том же году появился Exige — полугоночный Elise с закрытым кузовом и мотором Rover 1.8. Прекращение поставок этих моторов заставляет переключиться на моторы Toyota. Proton становится держателем всех 100 % акций Lotus Cars в 2003-м. Довольно благополучный период заканчивается, и марка вновь приносит убытки, её задолженности на момент 2007 г. составляют 80 млн долларов, которые в том же году полностью погашаются за счёт Proton.
В 2004-м прекращается выпуск Esprit, который за 28 лет претерпел несколько серьёзных модернизаций, но в целом сохранил конструкцию модели 1975 г. Частично пробел в модельном ряду восполняется 2-местным купе Europa, который выпускается с 2004 по 2010 г. на изменённой базе Elise. Также появляются планы по созданию преемника Esprit, но ведётся разработка другой модели классом ниже, которая появится в 2009 г. под названием Evora. С 1996 г. это первый действительно новый спорткар марки, и не имеющий прямых аналогов в её прошлом, так как сочетает среднемоторную компоновку и формально 4-местный салон. Автомобильные издания хвалят машину за традиционно хорошую управляемость, но отмечают, что цена на уровне Nissan GT-R и Porsche Cayman выглядит завышенной.
Новым исполнительным директором компании в 2009 г. становится Дэни Бахар.

### 2010—е
Group Lotus снова в кризисе, убытки за 2011 превышают в 2 раза показатели 2010. На автосалоне во Франкфурте Lotus показывает сразу 5 концепт-каров, которые должны стать серийными в 2013—2015 гг. В некоторые из них, включая новый Esprit, планируется установить новый V8 собственной разработки, работа над которым началась в декабре 2010. Семейство Elise/Exige проходит модернизацию, причём изменения в Exige носят радикальный характер — он становится заметно тяжелее, мощнее и на 60 процентов дороже предшественника.
В июне 2012 г. Бахар смещён со своего поста из-за нецелевого расходования средств.
В октябре 2017 года 51% акций компании Lotus Cars приобрёл китайский концерн Zhejiang Geely Holding Group.

## Участие в гонках «Формула-1»

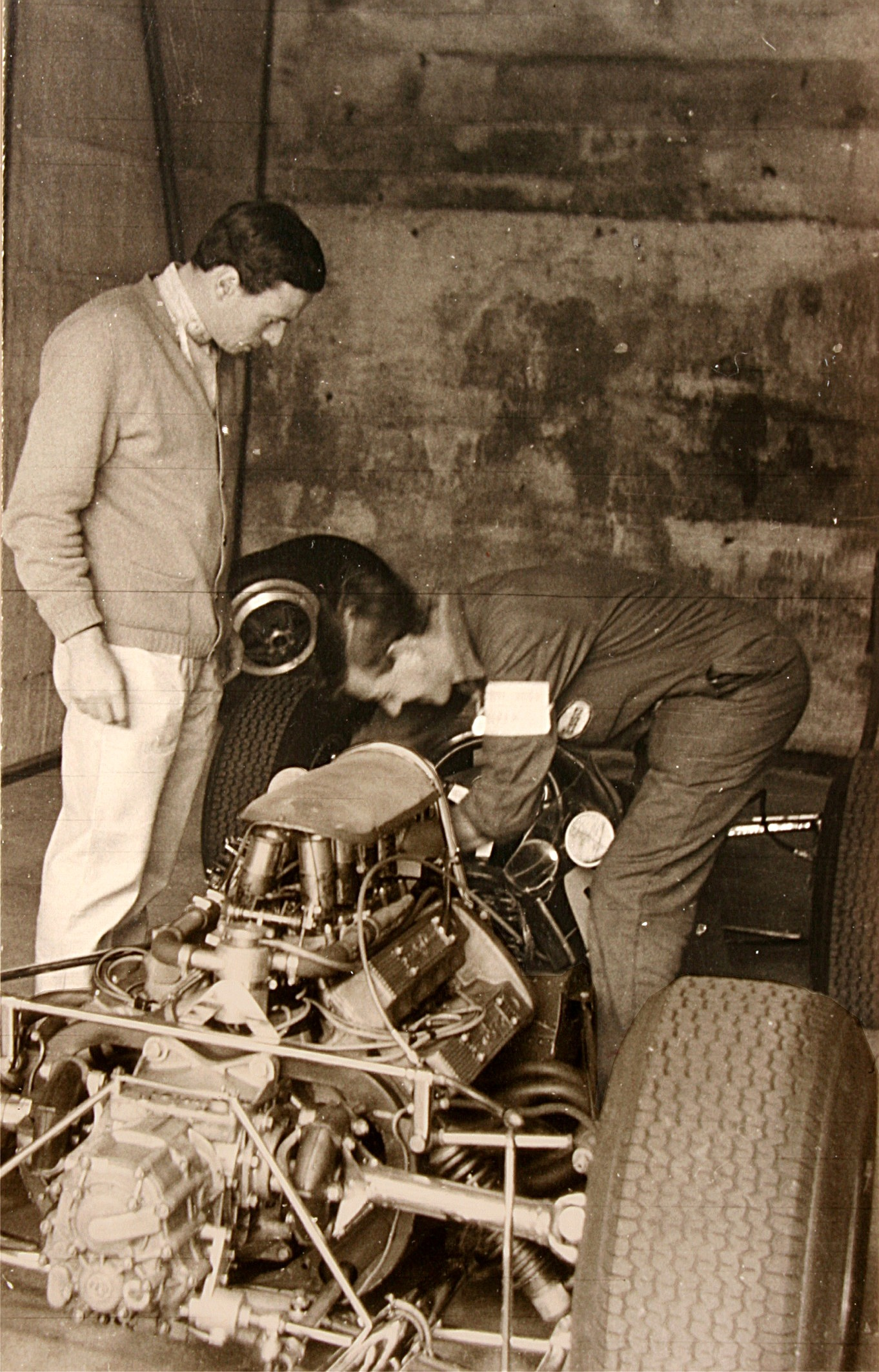
Джим Кларк и механик Lotus. За всё время выступлений в Формуле-1 Кларк выступал исключительно за команду Колина Чепмена

Компания пришла в мир Больших Призов в 1958 году. В 1960 Стирлинг Мосс в составе частной команды Rob Walker одержал первую для Lotus победу в Гран-При, и в этом же году Lotus становится второй в командном зачёте. Первые значительные успехи связаны с Джимом Кларком, талантливым гонщиком из Шотландии. За рулём инновационных моделей Lotus 25 и 33 он выиграл чемпионаты 1963 и 1965 гг. (а команда — Кубки конструкторов), а также стал вице-чемпионом сезона-1962.
Кларк стал последним чемпионом 1,5-литровой Формулы-1, и в 1966 году, когда обязательным стало применение 3-литровых моторов, он не смог защитить свой титул (не только Lotus, но и другие английские команды стали неконкурентоспособными из-за слабых моторов). Колин Чепмен убеждает концерн Ford профинансировать проект нового двигателя, который могла бы создать фирма Cosworth, и результатом стало появление в 1967 году агрегата Cosworth DFV. В этом сезоне напарником Кларка стал Грэм Хилл, и им удалось вернуть команду в число лидеров (2-е место в Кубке конструкторов), однако низкая надёжность новой машины Lotus 49 не позволила гонщикам бороться за титулы.
В апреле 1968 года Кларк гибнет в аварии, произошедшей на первом этапе Чемпионата Европы Формулы-2 в Хоккенхайме, что становится для Lotus тяжёлой утратой. Однако Грэм Хилл становится чемпионом мира, раскрыв потенциал модели 49 (выигран также командный зачёт). В сезоне-1969 Колин нанимает перспективного Йохена Риндта, который в 1970 году становится чемпионом мира (однако, посмертно). Новая модель 72 отличается революционной конструкцией, но требует больших усилий на лечение «детских болезней», в результате 1971 год стал для команды провальным.
Новая звезда гонок Эмерсон Фиттипальди становится чемпионом 1972 года, а улучшенный Lotus 72 позволяет ему и напарнику Ронни Петерсону выиграть Кубок конструкторов в 1972 и 1973 гг.
Период 1974—1976 гг. связан с серьёзным кризисом в команде. Новая модель 76 не оправдывает ожиданий, и гонщикам приходится выступать на старых машинах. Очередная инновационная разработка Lotus 77 в 1976 году показывает хороший потенциал, однако вновь низкая надёжность выбивает команду из борьбы. Эволюция этого автомобиля с индексом 79 позволяет Марио Андретти в сезоне-1978 выиграть титул чемпиона, и вместе с напарником Ронни Петерсоном завоевать Кубок конструкторов. Эти два титула стали последними для команды Lotus.
Серьёзный удар по команде в 1981 г. нанесло решение FIA запретить выступление модели 88 с двойным шасси. Колин Чепмен со своими конструкторами вложил в неё много сил, и чуть не покинул Формулу-1 насовсем. Команде пришлось вернуться к традиционным разработкам. Смерть Чепмена в 1982 г. и долги компании серьёзно сказываются на результатах — команда вплоть до 1984 года постепенно скатывалась все ниже и ниже, пока наконец не получила в своё распоряжение турбодвигатели Renault (до этого команда 15 лет использовала Cosworth DFV), с помощью которых Элио де Анджелис и Найджел Мэнселл смогли взять 3-место в командном зачёте 1984 года.

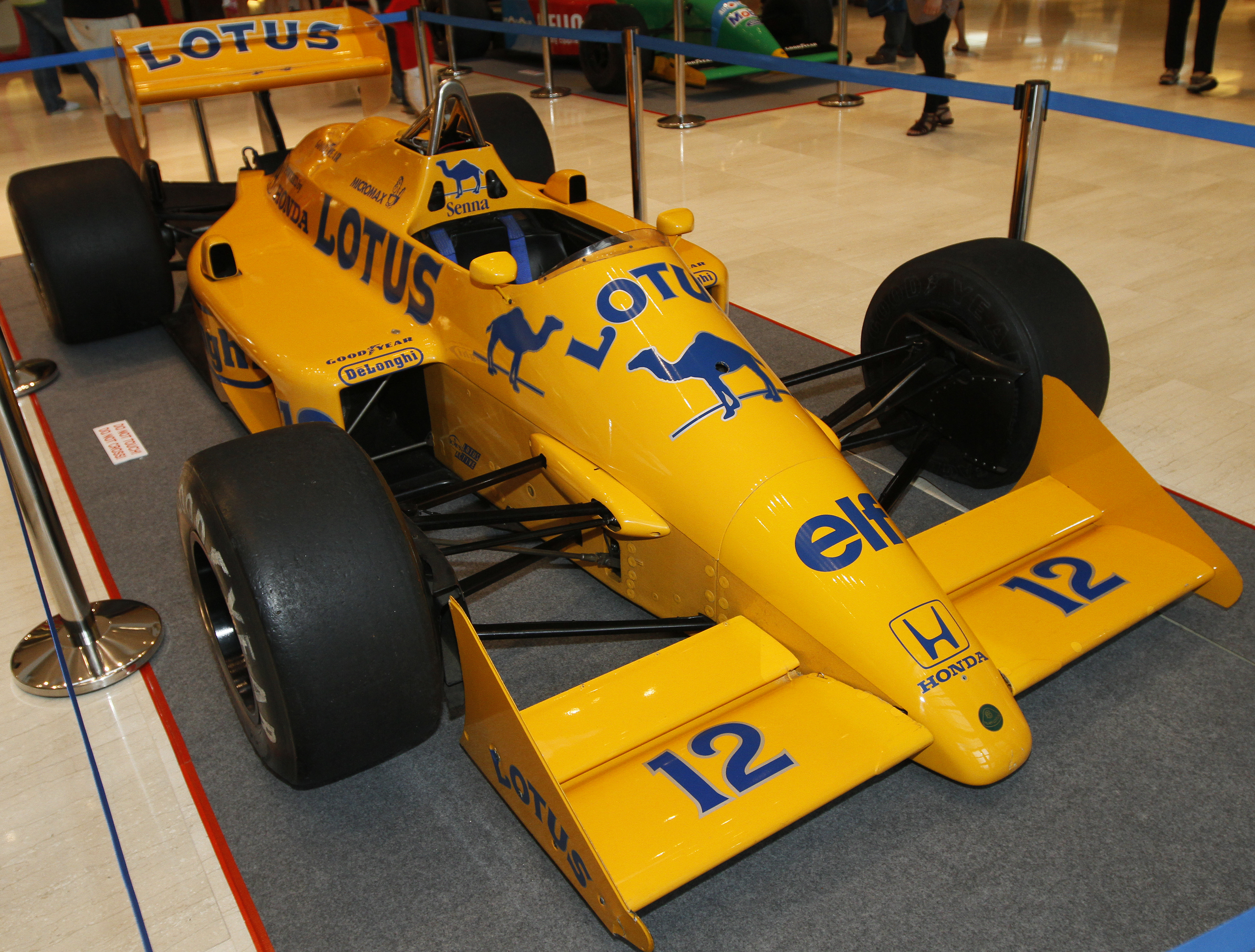
Lotus 99T 1987 года Айртона Сенны с турбодвигателем Honda. Выступления Сенны в середине 1980-х помогли команде Lotus вернуться в число лидеров чемпионата.

С приходом Айртона Сенны связаны последние заметные успехи Лотуса — его талант помог команде 3 сезона подряд (1985—1987) удерживать за собой 3-е место в командном зачёте, а также завоевать 17 поул-позиций и 6 побед в Гран-при.
Потеряв контракт с Honda в 1988-м, Lotus пробует моторы Judd и Lamborghini, однако с ними не добивается никаких результатов и скатывается в аутсайдеры. Дела пошли в гору, когда в сезонах 1992/1993 моторы Ford Cosworth и серьёзные инвестиции в электронные системы модели Lotus 107 позволили Мике Хаккинену, а затем Джонни Херберту вернуть команду на уровень середняков. В 1994, последнем для команды году, Lotus Team уже не могла составить серьёзную конкуренцию процветавшим McLaren и Williams и была расформирована.
За время существования команда одержала 79 побед в Гран-при. А Колин Чепмен отпраздновал 50-ю победу в Гран-при раньше, чем Энцо Феррари, несмотря на то, что Ferrari одержали первую победу в Формуле-1 за 9 лет до первого успеха Lotus.
Идеи Чепмена и его конструкторов серьёзно влияли на внешний вид и конструкцию всех машин Формулы-1. Среди важнейших находок числятся использование монокока, антикрыльев, граунд-эффекта, боковых радиаторов, активной подвески.
Победы в чемпионате Формула-1:
- 1963: Джим Кларк
- 1965: Джим Кларк
- 1968: Грэм Хилл
- 1970: Йохан Риндт — посмертно
- 1972: Эмерсон Фиттипальди
- 1973: только Кубок Конструкторов
- 1978: Марио Андретти

В 2010 году имя Lotus вернулось в Формулу-1 благодаря усилиям владельца авиакомпании AirAsia Тони Фернандеса. Lotus Racing заняла 10-е место и стала лучшей из команд-новичков сезона.
В 2011 году Lotus была представлена в Формуле-1 сразу 2 командами. Разорвав отношения с Тони Фернандесом, концерн Proton (владельцы Lotus Cars) выкупили у Renault оставшуюся долю акций команды и переименовали её в Lotus Renault GP. А Тони Фернандес ещё осенью выкупил права на название Team Lotus, под которым и выступала его команда. У обеих команд мотористом был Renault, также обе команды заявили о желании раскрасить свои болиды в чёрно-золотые цвета, подобно цветам Team Lotus в 1970-е годы.
В сезоне-2012 команда использует машины Lotus E20, на которых выступают Кими Райкконен и Ромен Грожан.

## Участие в автоспорте помимо Формулы-1
Самые первые Лотусы являлись доработанными Austin Seven, которые предназначались для триала — гонок на время по пересечённой местности. Внимание Чепмена быстро переключилось на асфальтовые гонки, в которых до 1958 г. он участвовал сам. Колин хорошо разбирался в конструкции автомобилей, но ему всегда помогали люди с более глубокими техническими знаниями. Вице-президент европейского Ford Уолтер Хейз, работавший с ним, отмечал следующее:
«Он не был очень уж хорошим инженером. Сидя в ресторане, он мог на бумажной салфетке нарисовать машину, а когда дело доходило до двигателя, то просто нарисовать прямоугольник и написать — „двигатель“. Вряд ли он хорошо разбирался в двигателях. У него в голове постоянно бродило множество идей, но вместо того, чтобы сказать: „Ну вот, получилось, давайте теперь улучшим“ — он всегда считал, что к следующему году нужно добавить что-то ещё». 

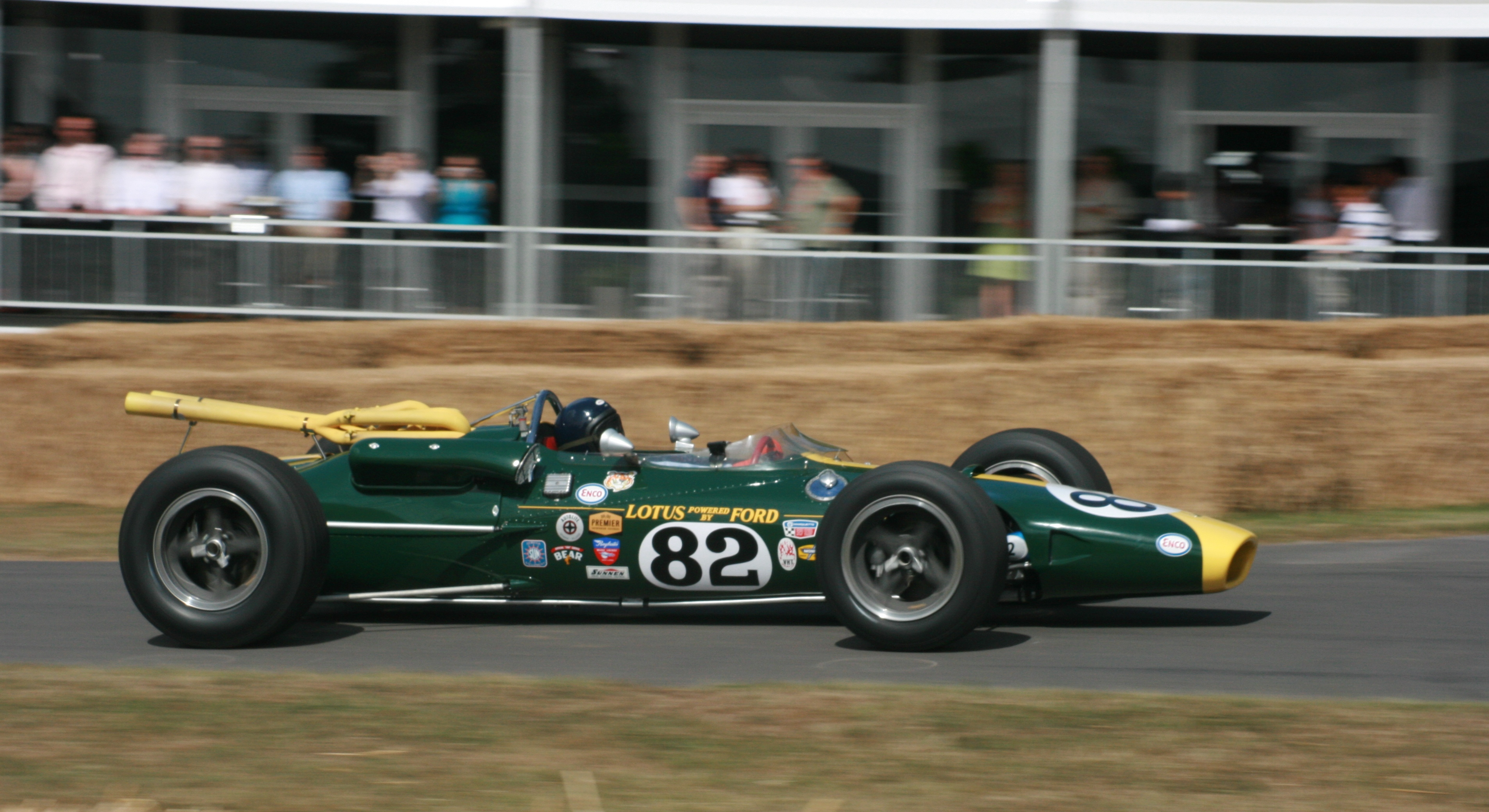
Победитель Инди-500 Lotus 38 1965 года

Модель Lotus 11 в конце 1950-х участвовала в Ле-Мане, но основным направлением выбираются гонки с открытыми колёсами. Важное значение придавалось участию в Инди-500, победа в которой считалась Колином особенно важной (хотя она уже не входила в зачёт Формулы-1). Джим Кларк участвовал в ней с 1963 по 1967, был вторым в 1963 и 1966, а в 1965 пропустил Гран-при Монако ради Инди-500 и выиграл её, вторым пришёл Парнелли Джонс на такой же машине. Триумф Lotus 38 заметно повлиял на рост популярности среднемоторных болидов в США и поставил точку в истории переднемоторных родстеров.
Марка снова участвовала в американских гонках в первой половине 1990-х. Несмотря на устаревшую конструкцию, гоночный Esprit показывает хорошие результаты как в США, так и в Европе, но к 1996 г. они сошли на нет. Lotus строит Elise GT1 для чемпионата FIA GT. Базой для него служит серьёзно доработанное шасси от Elise с мотором Chevrolet V8. В своём дебютном и единственном сезоне-1997 автомобиль занимает низкие места и часто сходит, заводская команда заканчивает чемпионат без единого очка. Простая в сравнении с конкурентами конструкция и непригодность мотора Chevrolet для гонок вынуждают команду покинуть чемпионат.
В 2009 году Дэни Бахар даёт начало новой гоночной программе, предусматривающей возвращение в Формулу-1 (команда) и Indycar (поставщик моторов), а также подготовку модели Evora GTE для гонок на выносливость. Участие в Индикаре обернулось провалом — если в начале 2012 года Lotus было 5 команд-клиентов, то к лету сотрудничество продолжила только одна. Проблема — в низкой мощности моторов.

## Сотрудничество с другими компаниями
Значительное место в истории Lotus занимают проекты, выполненные по заказу различных автопроизводителей. Lotus Engineering с начала 1960-х занимается конструированием ходовой части, двигателей и настройкой управляемости преимущественно спортивных автомобилей. В 2000-х фирма также стала осуществлять консультирование в области электромобилей и гибридов.
Для компании Ford:
- Lotus Cortina: спортивная модификация с мотором Twin-Cam (1962);
- проект гоночного автомобиля класса GT. Впоследствии переделан в Europa;
- Aston Martin DB9: участие в разработке шасси (2004).

Для Toyota:
- Supra и MR2: настройка управляемости (1982).

Для Chrysler:
- Talbot Sunbeam: раллийная модификация (1979);
- Dodge Spirit: 16-клапанный мотор для версии 2.2 (1991);
- Dodge EV: электрокар на базе Europa (2009).

Для General Motors:
- Isuzu Piazza и Impulse: настройка управляемости (1988);
- двигатель LT5 для Corvette ZR-1 (1990);
- Opel Omega: тюнинг мотора, настройка ходовой, аэродинамика, сборка (1990—1993);
- Opel Speedster: родстер на базе Elise; конструирование, сборка (2000—2005);
- разработка семейства двигателей GM Ecotec.

Для Proton:
- настройки управляемости серийных моделей, разработка двигателей.

Прочее:
- De Lorean DMC-12: конструирование ходовой части (1979);
- Mahindra Scorpio: настройка управляемости;
- Mazda MX-5 Miata: участие в конструировании (1989);
- Tesla Roadster: участие в конструировании (2008);
- Nissan GT-R: настройка управляемости (2008).

## Модельный ряд

### Снятые с производства модели

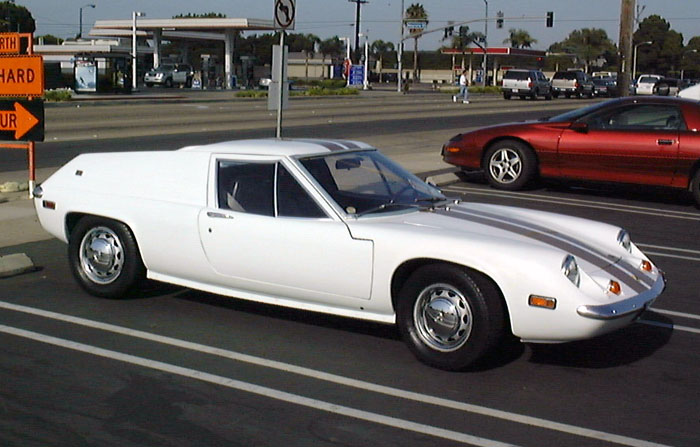
Lotus Europa S2

- Lotus Mk1 — 1948—1948 за образец был взят Austin 7
- Lotus Mk2 — 1949—1950 установлен двигатель Ford
- Lotus Mk3 — 1951—1951 машина класса Формула с двигателем объёмом 750 см³
- Lotus Mk4 — 1952—1952 машина для триала
- Lotus Mk5 — 1952—1952 машина класса Формула с двигателем объёмом 750 см³ — не была построена
- Lotus 6 — 1953—1955 первый серийный спортивный автомобиль, построено около 100 экземпляров
- Lotus Seven — 1957—1970 классический открытый спорт-кар, спроектированный для кольцевых гонок. В 1973 году права на производство были выкуплены Caterham Cars, которая производит различные модификации этой машины под маркой Caterham 7 по сей день.
- Lotus Eight — 1954—1954 гоночный автомобиль
- Lotus Nine — 1955—1955 гоночный автомобиль, базировался на Lotus Eight
- Lotus Ten — 1955—1955 гоночный автомобиль — более мощная версия Lotus Eight
- Lotus Eleven — 1956—1957 гоночный автомобиль
- Lotus Twelve — гоночный автомобиль для участия в чемпионатах Формула-2 и Формула-1 (1956—1957)
- Lotus 13 — обозначение не использовалось
- Lotus 14 — 1957—1963 первый дорожный автомобиль — Lotus Elite
- Lotus 15 — 1958—1958 гоночный автомобиль — развитие Lotus Eleven
- Lotus 16 — 1958—1959 Ф-1/Ф-2 болид, базировавшийся на Lotus Twelve
- Lotus 17 — 1959—1959 не самый успешный гоночный автомобиль — развитие Lotus Eleven
- Lotus 18 — 1960—1961 первый среднемоторный одноместный автомобиль — участник Формула Юниор/Ф-2/Ф-1
- Lotus 19 — 1960—1962 среднемоторный гоночный автомобиль, также известен как 'Monte Carlo'
- Lotus 20 — 1961—1961 болид класса Формула Юниор
- Lotus 21 — 1961—1961 болид Формулы-1
- Lotus 22 — 1962—1965 Формула Юниор/Ф-3
- Lotus 23 — 1962—1966 среднемоторный гоночный автомобиль с малым объёмом двигателя
- Lotus 24 — 1962—1962 болид Формулы-1
- Lotus 25 — 1962—1964 болид, завоевавший титул в Формуле-1
- Lotus 26 — 1962—1971 серийный спортивный автомобиль — Elan.
- Lotus 27 — 1963—1963 Формула Юниор
- Lotus 28 — 1963—1966 специальная версия Ford Cortina
- Lotus 29 — 1963—1963 автомобиль для участия в Indy car со стоковым двигателем Ford
- Lotus 30 — 1964—1964 спортивный автомобиль с двигателем большого объёма (Ford V8)
- Lotus 31 — 1964—1966 болид Формулы-3
- Lotus 32 — 1964—1965 болид Формулы-2 и кубка Tasman
- Lotus 33 — 1964—1965 болид завоевавший титул в Формуле-1
- Lotus 34 — 1964—1964 автомобиль для участия в Indy car с двигателем DOHC Ford
- Lotus 35 — 1965—1965 болид Формулы-3, Формулы-2, Формулы-B
- Lotus 36 — 1965—1968 спортивный автомобиль «Elan»
- Lotus 37 — 1965—1965 Lotus Seven с системой IRS, также известен как «Three Seven»
- Lotus 38 — 1965—1965 победитель в Indy car
- Lotus 39 — 1965—1966 болид для Формулы Tasman
- Lotus 40 — 1965—1965 улучшенная(?) версия Lotus 30
- Lotus 41 — 1965—1968 болид Формулы-3, Формулы-2, Формулы-B
- Lotus 42 — 1967—1967 болид Indycar с двигателем Ford V8
- Lotus 43 — 1966—1966 болид Формулы-1
- Lotus 44 — 1967—1967 болид Формулы-2
- Lotus 45 — 1966—1974 версия 'Elan' с откидным верхом
- Lotus 46 — 1966—1968 Europa с двигателем Renault
- Lotus 47 — 1966—1970 гоночная версия 'Europa'
- Lotus 48 — 1967—1967 болид Формулы-2
- Lotus 49 — 1967—1969 болид завоевавший титул в Формуле-1
- Lotus 50 — 1967—1974 четырёхместная версия 'Elan +2'
- Lotus 51 — 1967—1969 болид Формулы Форд
- Lotus 52 — 1968—1968 прототип 'Europa' с двигателем twincam
- Lotus 53 — 1968—1968 гоночный автомобиль с малым объёмом двигателя — не был построен
- Lotus 54 — 1968—1970 'Europa' серии 2
- Lotus 55 — 1968—1968 болид Формулы-3
- Lotus 56 — 1968—1971 полноприводный газотурбинный автомобиль с клиновидным кузовом
- Lotus 57 — 1968—1968 разработки для Формулы-2
- Lotus 58 — 1968—1968 разработки для Формулы-1
- Lotus 59 — 1969—1970 болид Формулы-2/3/Форд
- Lotus 60 — 1970—1973 существенно модифицированная версия Lotus Seven (Seven S4)
- Lotus 61 — 1969—1969 болид Формулы-Форд с клиновидным кузовом
- Lotus 62 — 1969—1969 прототип
- Lotus 63 — 1969—1969 полноприводный болид Формулы-1
- Lotus 64 — 1969—1969 полноприводный болид для Indycar — не участвовал в соревнованиях
- Lotus 65 — 1969—1971 (версия Europa S2 для С. Ш. А.)
- Lotus 66 — обозначение не использовалось
- Lotus 67 — 1970—1970 болид кубка Tasman — не был построен
- Lotus 68 — 1969—1969 прототип для Ф5000
- Lotus 69 — 1970—1970 болид Формулы-2/3/Форд
- Lotus 70 — 1970—1970 болид Формулы5000/А
- Lotus 71 — неизвестная инженерная разработка
- Lotus 72 — 1970—1972 болид, завоевавший титул в Формуле-1
- Lotus 73 — 1973—1973 болид Формулы-3
- Lotus 74 — 1971—1975 Europa Twin Cam production cars
- Lotus 75 — 1974—1982 люксовый седан класса GT — 'Elite II'
- Lotus 76 — 1975—1982 'Eclat S1' версия Elite II с кузовом fastback, болид Формулы-1
- Lotus 77 — 1976—1976 болид Формулы-1
- Lotus 78 — 1977—1978 болид Формулы-1 с граунд эффектом
- Lotus 79 — 1978—1979 болид, завоевавший титул в Формуле-1, и дорожный автомобиль класса GT — 'Esprit' (1975—1980)
- Lotus 80 — 1979—1979 болид Формулы-1
- Lotus 81 — 1980—1981 болид Формулы-1, обозначение также использовалось для раллийной машины Sunbeam Talbot
- Lotus 82 — 1982—2004 турбоверсия Esprit
- Lotus 83 — 1980—1980 Elite серия 2
- Lotus 84 — 1980—1982 Eclat серия 2
- Lotus 85 — 1980—1980 Esprit серия 3
- Lotus 86 — 1980—1983 болид Формулы-1 с «двойным шасси» — никогда не участвовал в гонках
- Lotus 87 — 1980—1982 болид Формулы-1
- Lotus 88 — 1981—1981 болид Формулы-1 с «двойным шасси» — попал под запрет
- Lotus 89 — 1982—1992 Lotus Excel модернизированная версия Eclat
- Lotus 90 — Elan/Toyota — проект не увидел свет
- Lotus 91 — 1982—1982 болид Формулы-1
- Lotus 92 — 1983—1983 болид Формулы-1
- Lotus 93T — 1983—1983 болид Формулы-1 с турбомотором
- Lotus 94T — 1983—1983 болид Формулы-1 с турбомотором
- Lotus 95T — 1984—1984 болид Формулы-1 с турбомотором
- Lotus 96T — 1984—1984 проект для Indy car — закрыт
- Lotus 97T — 1985—1986 болид Формулы-1 с турбомотором
- Lotus 98T — 1986—1987 болид Формулы-1 с турбомотором
- Lotus 99T — 1987—1987 болид Формулы-1 с турбомотором — последняя победа в Гран-при для Lotus
- Lotus 100T — 1988—1988 болид Формулы-1 с турбомотором
- Lotus M100 — 1989—1995 переднеприводная версия 'Elan' с откидным верхом
- Lotus 101 — 1989—1989 болид Формулы-1
- Lotus 102 — 1990—1991 болид Формулы-1
- Lotus 103 — 1990—1990 болид Формулы-1 — не был построен
- Lotus 105 — 1990—1990 Racing X180R IMSA Supercars Drivers Champ Doc Bundy
- Lotus 106 — 1991—1991 дорожная версия X180R
- Lotus 107 — 1992—1994 болид Формулы-1
- Lotus 108 — 1992—1992 велосипед, на котором Chris Boardman выиграл золотую Олимпийскую медаль в Барселоне
- Lotus 109 — 1994—1994 последний болид Формулы-1
- Lotus 110 — серийная версия велосипеда 108
- Lotus 111 — 1996 Lotus Elise
- Lotus 112 — монокок для болида Ф1
- Lotus 113 — обозначение не использовалось
- Lotus 114 — 1995—2001 гоночный Lotus Esprit GT1/GT2
- Lotus 115 — 1997—1998 — гоночный автомобиль класса GT1
- Lotus 116 -
- Lotus 117 -
- Lotus 118 -
- Lotus 119 — машина, построенная специально для Фестиваля Скорости В Гудвуде
- Lotus 120 — 1998 Elise с двигателем V6 кодовое имя — M120 — не производился
- Lotus 121 — 2006 Europa S
- Lotus Carlton — 1990—1992 тюнингованная версия Vauxhall (намеченный как Lotus 104).
- Lotus Excel — 1985—1992
- Lotus Eclat — 1975—1982 версия Elite с кузовом fastback.
- Lotus Elite — под этим название выпускались 2 модели автомобилей — с 1957 по 1962 лёгкое двухместное купе, а с 1974 по 1982 четырёхместное купе со стеклопластиковым кузовом, монтировавшимся на стальную раму.
- Lotus Elan — маленький, лёгкий родстер, сделанный по традиционной технологии Lotus’a — на стальное шасси устанавливался лёгкий стеклопластиковый кузов. Эта машина послужила источником вдохновения для создателей Mazda MX-5 / Miata.
- Lotus Elan 1989 — M100 — вторая машина под именем Elan. Установка мощного японского турбированного двигателя пошла вразрез с основной концепцией Lotus’а — «достижение совершенства путём снижения веса». Из-за худшей, по сравнению с предыдущей моделью, управляемости и возросшей цены продажи машины были не очень успешными.
- Lotus Europa — 1966—1975 первый доступный для широкого круга покупателей средномоторный спортивный автомобиль.
- Lotus Esprit — среднемоторный спортивный автомобиль. Ранние модели комплектовались лёгкими цельноалюминиевыми двигателями, которые позже обзавелись турбо- и электронными устройствами. В 1990-х под капотом Esprit появился мощный V8. Последний автомобиль покинул цех 20 февраля 2004 года. Всего, за 29 лет было произведено 10675 автомобилей разных версий.

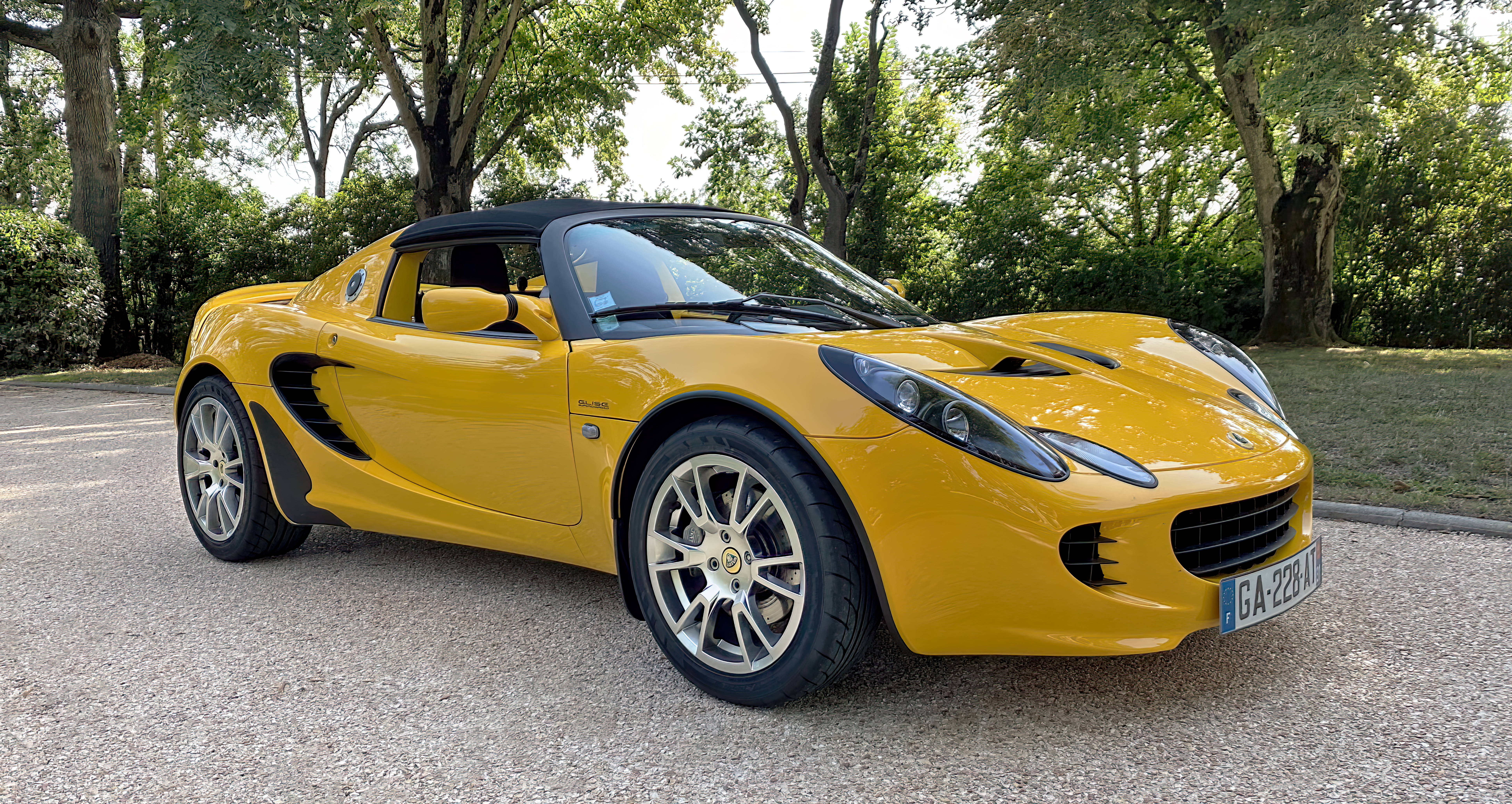
The Lotus Elise

- Lotus Elise — двухместный родстер, открывающий модельный ряд с 1996 года. Новая версия выпускалась с 2010. На основе Elise было построено несколько гоночных автомобилей, включая 340R — ограниченная серия машин с открытым верхом и без дверей. Оснащались моторами Toyota 1.8. Последний экземпляр ярко-жёлтого цвета, отправится в музей истории компании Lotus.
- Lotus Exige — улучшенная версия Elise с мотором Toyota 3.5. Последний экземпляр изумрудного цвета, отправится в музей истории компании Lotus.

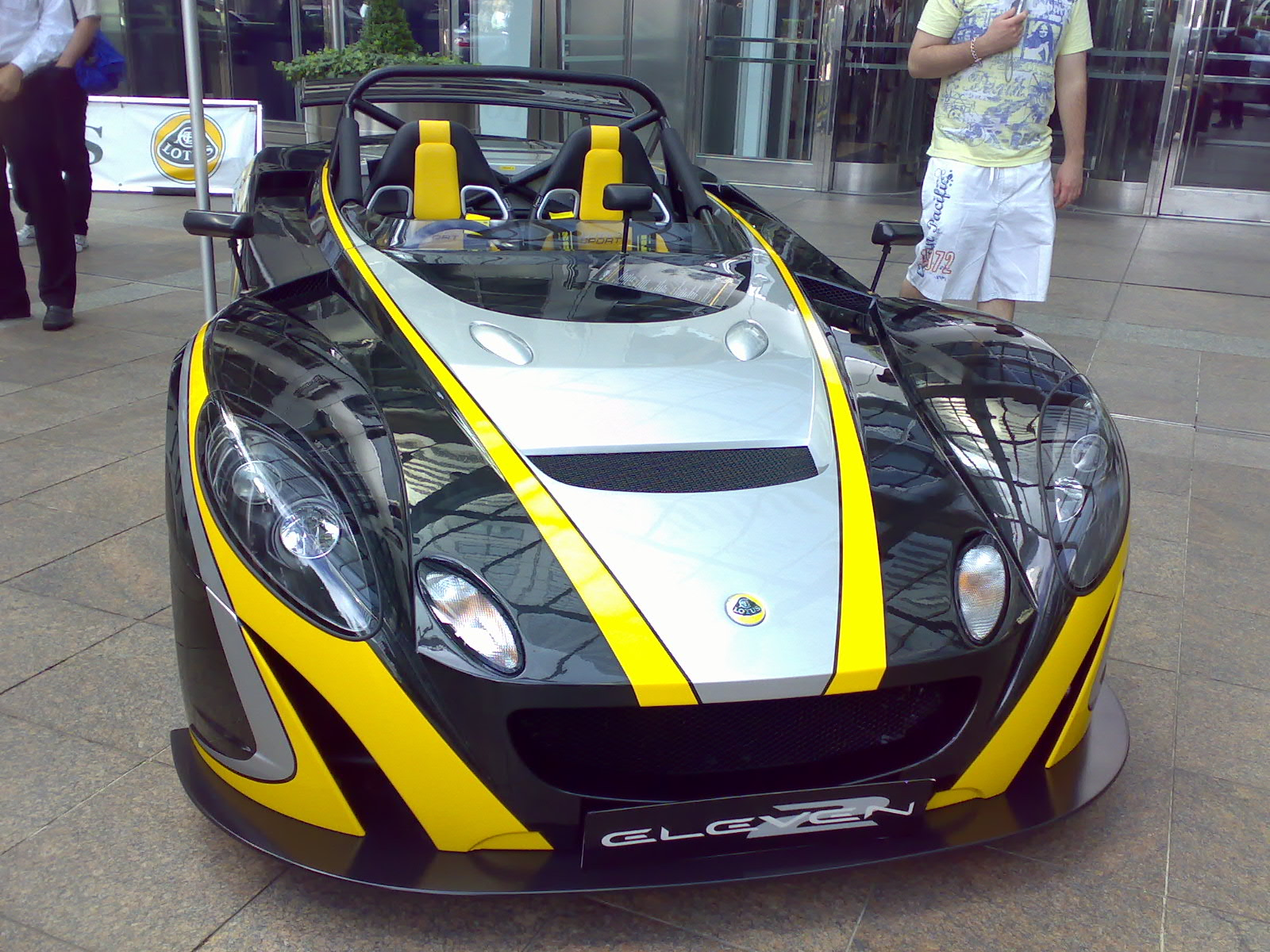
Lotus 2-Eleven

- Lotus 2-Eleven — автомобиль для кольцевых гонок.
- Lotus Evora — производство с лета 2009 года. Класс Gran Turismo. Количество мест: 2+2. Двигатель Toyota объёмом 3,5 литра (280 л. с., 342 Н·м). Коробка передач механическая 6-ступенчатая. Последний экземпляр чёрного цвета, отправится в музей истории компании Lotus.

### Производящиеся на данный момент

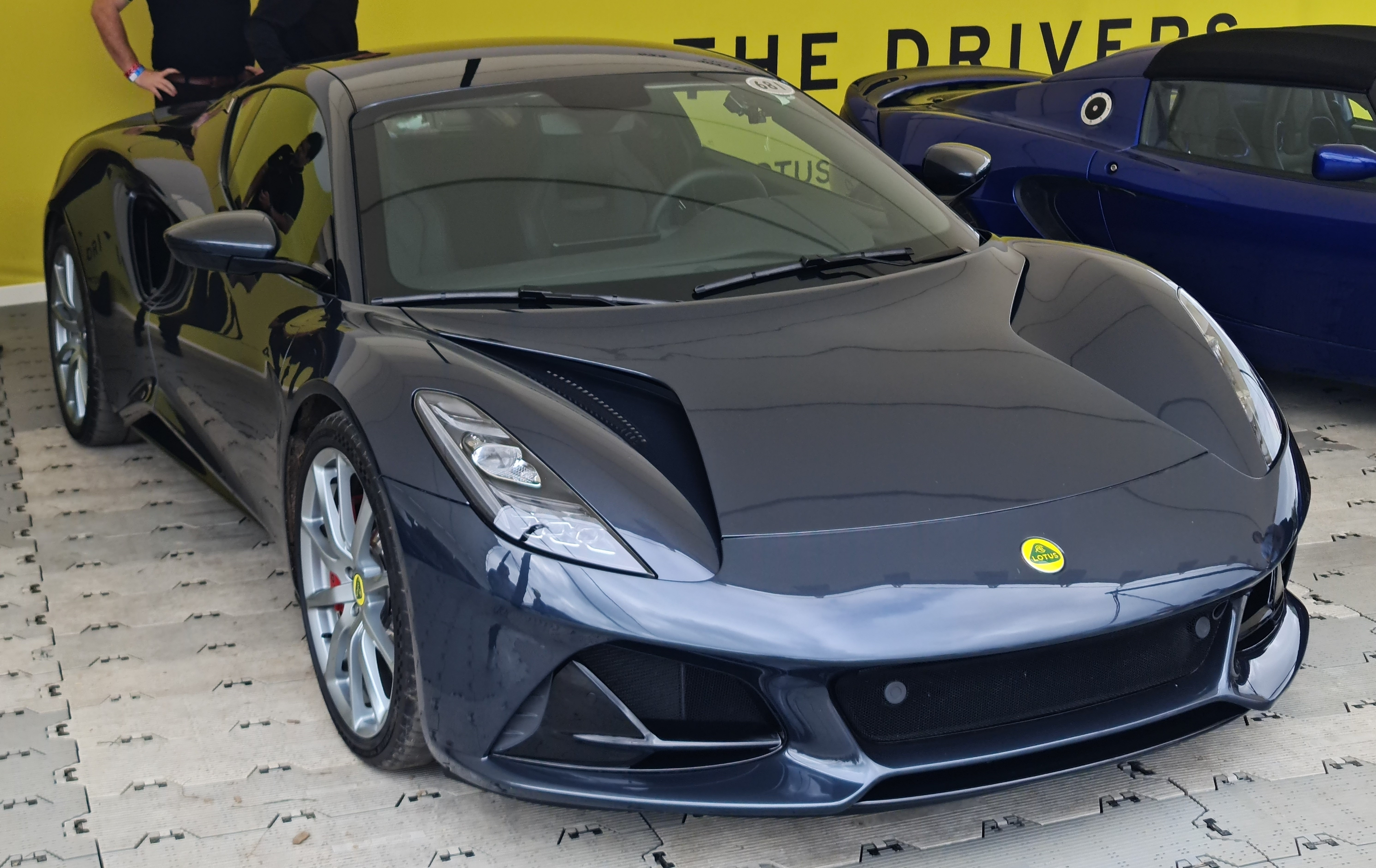
Lotus Emira

- Lotus Emira — спортивный автомобиль, последний автомобиль с ДВС.

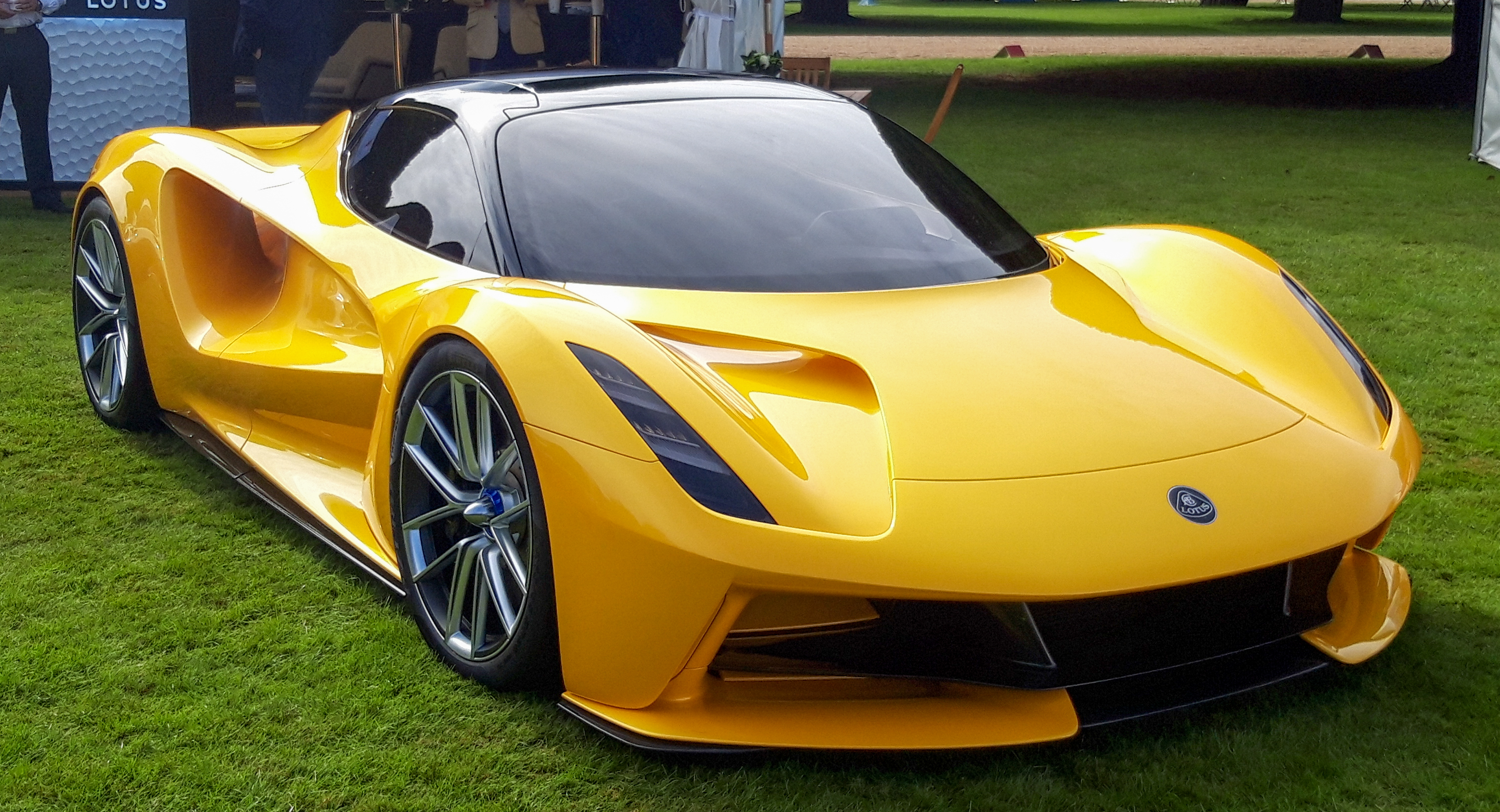
Lotus Evija

- Lotus Evija — это спортивный электромобиль ограниченного производства, это первый электромобиль, представленный и произведенный компанией. Под кодовым названием "Тип 130" производство Evija будет ограничено 130 единицами. Производство должно начаться в начале середины 2021 года. Evija питается от аккумуляторной батареи мощностью 70 кВтч, разработанной совместно с Williams Advanced Engineering, с электродвигателями, поставляемыми Integral Powertrain. Четыре отдельных двигателя размещены на колесах, и каждый имеет мощность 368 кВт (500 л.с., 493 л.с.), что в совокупности составляет 1470 кВт (2000 л.с., 1970 л.с.) и 1700 Нм (1254 фунт-фут). крутящего момента. Lotus утверждает, что Evija сможет разогнаться с 0 до 100 км / ч (62 миль / ч) менее чем за 3 секунды, с 0 до 299 км / ч (186 миль / ч) менее чем за 9 секунд и достичь максимальной скорости более 320 км / ч (200 миль / ч).

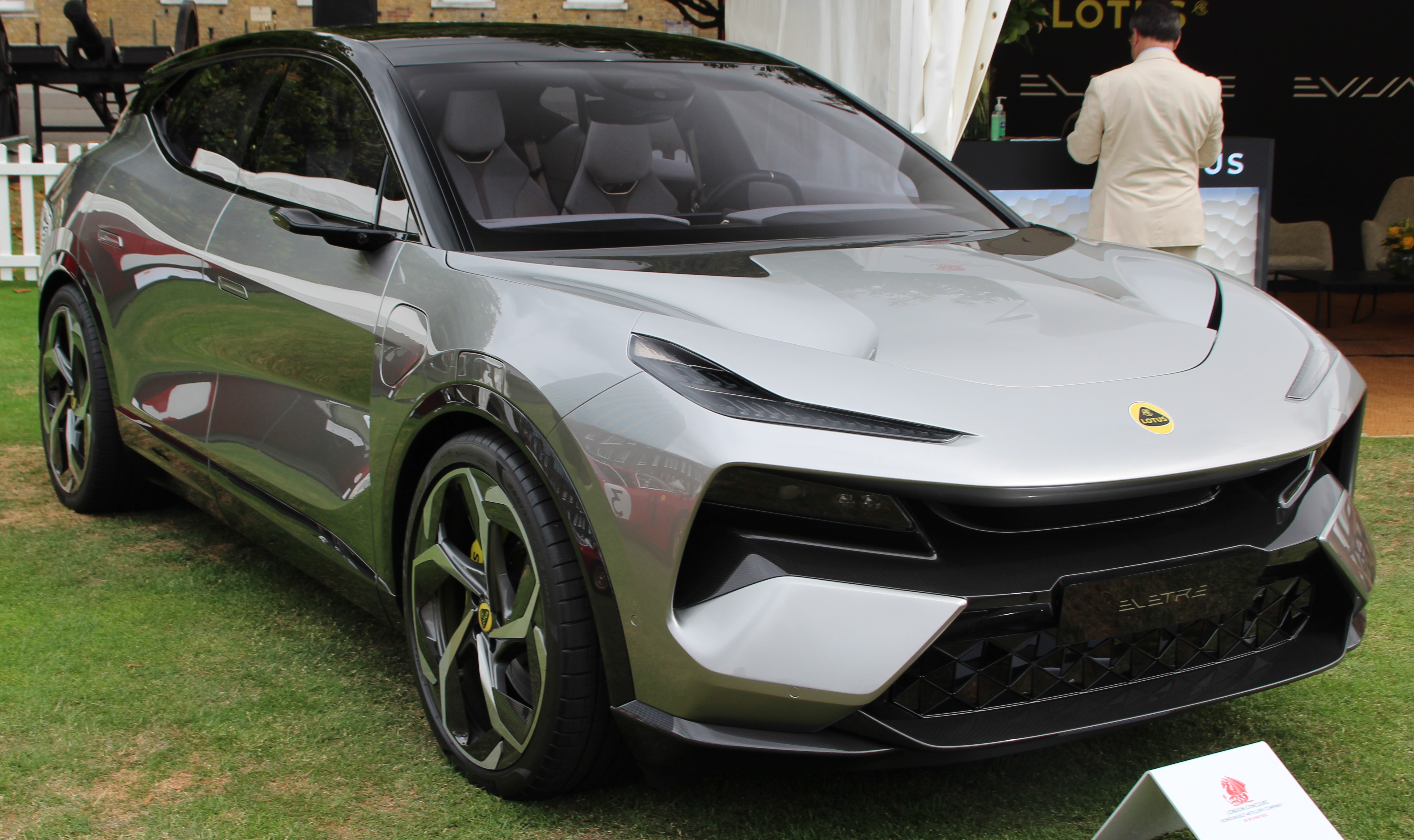
Lotus Eletre

- Lotus Eletre — высокопроизводительный электрический внедорожник представительского класса, первый кроссовер компании.
- Lotus Theory 1 — высокопроизводительный электрический спорткар.

## Двигатели Lotus
- Lotus-Ford Twin Cam
- Lotus 900 series
  - Lotus 907
  - Lotus 910
  - Lotus 911
  - Lotus 912
  - Lotus 918 V8